# Geranomyia unicolor
Geranomyia unicolor là một loài ruồi trong họ Limoniidae. Chúng phân bố ở miền Cổ bắc.

## Hình ảnh

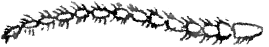

- Tư liệu liên quan tới Geranomyia unicolor tại Wikimedia Commons